# Центр государственного языка
Центр государственного языка (латыш. Valsts valodas centrs) — государственное учреждение в Латвии, основанное в 1992 году. Подведомственно министерству юстиции. Главный офис центра расположен в Риге, на бульваре Райня, 15. В функции центра входит проверка соблюдения нормативно-правовых актов в сфере государственного языка и наложение административных наказаний за нарушения; с 2009 года в функции центра, к которому был присоединён Центр переводов и терминологии, входят также переводы.

## Полномочия
В случае обнаружения недостаточного использования латышского языка на рабочем месте инспектор Центра выписывает штраф до 250 евро, при повторном нарушении должностное лицо может быть уволено. Например, 23 марта 2016 года был уволен избранный на третий срок депутат города Балви И. Баранов решением Латгальского окружного суда, вынесенным по иску языковых инспекторов, за то, что «не использовал латышский язык и не владеет им в объёме, необходимом для работы»

## Статистика работы
За 2015 год показатели работы Центра следующие:
- Наложено штрафов в бюджет за нарушения языкового законодательства на общую сумму 21150 евро
- Составлен 5781 акт проверки (на 951 больше, чем в 2014 году)
- Выявлено 479 случаев недостаточного использования латышского языка при выполнении профессиональных и рабочих обязанностей (из них 14 повторных), 156 случаев недостаточного использования латышского языка при маркировке товаров и составлении инструкций, 29 случаев нарушений оформления вывесок, надписей, плакатов, афиш и объявлений

## Директора центра
- Дзинтра Хирша (1992—2002; уволилась, назвав среди причин «давление европейских политиков на латышский язык»[2])
- Агрис Тимушка (2002—2009)
- Марис Балтиньш (с 2009; в 2021 году ему, с пометкой о должности в ЦГЯ, запрещён въезд в Россию[3])